# Oliefelt
Et oliefelt er et område (eller reservoir) i undergrunden, som indeholder olie. For at få fat i olien, må man foretage boringer, og derefter må olien pumpes op af reservoiret. Da et oliefelt kan have stor udstrækning, vil det ofte være nødvendigt at lave mange boringer for at få olien op. I mange tilfælde vil der også findes naturgas i forbindelse med oliefelterne.
Der findes mere end 40.000 oliefelter i verden, både på land og til havs. Det største oliefelt er Ghawarfeltet i Saudi Arabien og Burganfeltet i Kuwait, som hver indeholder omkring 60 milliarder tønder (a 153 liter) olie. De fleste oliefelter er imidlertid meget mindre.
I moderne tid har påviste reserver af olie haft betydning i flere geopolitiske konflikter.